# アントニオ・マテウ・ラオス
アントニオ・ミゲル・マテウ・ラオス（Antonio Miguel Mateu Lahoz、スペイン語発音: [anˈtonjo miˈɣel maˈtew laˈoθ]、1977年3月12日 - ）、通称 マテウ・ラオス（Mateu Lahoz）は、スペイン・バレンシア出身の元サッカー審判員。バレンシア自治州審判委員会に所属する。

## 概要
1992年に下級審の審判を始める。各地域のカテゴリーを経て、テルセーラ・ディビシオンで1999年から2002年までの3シーズン笛を吹く。セグンダ・ディビシオンBは、2002-03と2003-04のシーズンだけだった。2004年から2008年までの4シーズンセグンダ・ディビシオンで笛を吹いた。2007-08シーズンには非常に優秀な成績を収め、プリメーラ・ディビシオンに昇格した唯一のメンバーとなった。2008年9月13日、セビージャ対スポルティング・デ・ヒホン戦（4-3）でプリメーラデビューする。  
バレンシア州出身のため、バルセロナやレアル・マドリード、アトレティコ・マドリードの試合、エル・クラシコやマドリードダービーなどのビッグマッチの審判を務めることが多い。  
スペインサッカー界では珍しいレフェリングが特徴で、常に選手と会話し、試合の流れを重視するイングランドのスタイルに似ていると言われている。一方で、イエローカードで試合のコントロールを試みることもあり、2022年4月2日に行われたラ・リーガ第30節・ヘタフェ対マジョルカの38分には一度に4名の選手にイエローカードを提示したほか、2022年12月9日に行われた2022 FIFAワールドカップ準々決勝・オランダ対アルゼンチンの試合では監督・コーチへの2枚を含めて18枚ものイエローカード（うち1枚は2回目の警告による退場）を提示し、FIFAワールドカップにおける史上最多のイエローカード提示と言う記録を作った。
2022-23シーズンをもって、審判業を引退した。

## 国際大会
2011年1月1日より、国際審判員に就任。初の国際試合は2011年2月8日のU-21イタリア対U-21イングランドの親善試合だった。  
2016年5月、2016年リオデジャネイロオリンピックへの参加が確認され。2018 FIFAワールドカップではスペイン代表として活躍した。 
| 2015 FIFA U-20ワールドカップ | 2015 FIFA U-20ワールドカップ      | 2015 FIFA U-20ワールドカップ | 2015 FIFA U-20ワールドカップ |
| 日付                         | 試合                              | 結果                         | ラウンド                     |
| ---------------------------- | --------------------------------- | ---------------------------- | ---------------------------- |
| 2015年6月2日                 | ニュージーランド – アメリカ合衆国 | 0-4                          | グループステージ             |
| 2015年6月10日                | セルビア – ハンガリー             | 2-1                          | ラウンド16                   |

| 2016年リオデジャネイロオリンピック | 2016年リオデジャネイロオリンピック | 2016年リオデジャネイロオリンピック | 2016年リオデジャネイロオリンピック |
| 日付                               | 試合                               | 結果                               | ラウンド                           |
| ---------------------------------- | ---------------------------------- | ---------------------------------- | ---------------------------------- |
| 2016年8月4日                       | ブラジル – 南アフリカ共和国        | 0-0                                | グループステージ                   |
| 2016年8月10日                      | アルゼンチン – ホンジュラス        | 1-1                                | グループステージ                   |

| 2017 FIFA U-20ワールドカップ | 2017 FIFA U-20ワールドカップ | 2017 FIFA U-20ワールドカップ | 2017 FIFA U-20ワールドカップ |
| 日付                         | 試合                         | 結果                         | ラウンド                     |
| ---------------------------- | ---------------------------- | ---------------------------- | ---------------------------- |
| 2017年5月24日                | ザンビア – イラン            | 4-2                          | グループステージ             |
| 2017年5月28日                | セネガル – エクアドル        | 0-0                          | グループステージ             |
| 2017年6月8日                 | イタリア – イングランド      | 1-3                          | 準決勝                       |

| 2018 FIFAワールドカップ | 2018 FIFAワールドカップ     | 2018 FIFAワールドカップ | 2018 FIFAワールドカップ |
| 日付                    | 試合                        | 結果                    | ラウンド                |
| ----------------------- | --------------------------- | ----------------------- | ----------------------- |
| 2018年6月21日           | デンマーク – オーストラリア | 1-1                     | グループステージ        |
| 2018年6月26日           | アイスランド – クロアチア   | 1-2                     | グループステージ        |

## シーズン
| カテゴリー               | 国       | 年              | 試合数 |
| ------------------------ | -------- | --------------- | ------ |
| テルセーラ・ディビシオン | スペイン | 1999年 - 2002年 |        |
| セグンダ・ディビシオンB  | スペイン | 2002年 - 2004年 | 24     |
| セグンダ・ディビシオン   | スペイン | 2004年 - 2008年 | 86     |
| ラ・リーガ               | スペイン | 2008年 - 2023年 | 207    |

## 受賞
- セグンダ・ディビシオン・ゴールデン・ホイッスル（1） ： 2007年
- プリメーラ・ディビシオン・ゴールデン・ホイッスル （1）： 2014年
- グルセタ賞 （2）： 2011年、2014年
- ビセンテ・アセベド賞 （2）： 2008年、2014年